# Хроники Чёрной Луны
Хроники Чёрной Луны (фр. Chroniques de la Lune Noire) — цикл графических новелл французского автора Франсуа Фродеваля, а также художников Оливье Ледруа и Сирила Понте. Новеллы повествуют о жизни героя, от которого зависит в какую сторону склонятся чаши равновесия четырёх противоборствующих сил мира Чёрной Луны.

## Противоборствующие стороны
- Империя. Правит землей Линна уже многие годы. Цвета Империи — красный и чёрный. Во главе Империи стоит старый Император, чей дворец расположен в столице Линна, хорошо защищенной от врагов 7 рядами прочных стен.
- Орден Справедливости. Возглавляет Орден принц Парсифаль. Столица ордена — крепость Сайсиг. Рыцари Справедливости являются элитными войсками Императора, чьи бело-голубые одежды внушают страх всем врагам Империи.
- Рыцари Света. Столица ордена — город Альтенберг. Возглавляет орден Фратус Синистер. Орден лоялен Императору.
- Братство Чёрной Луны. Объединяет всевозможных тварей, авантюристов, магов, вольных рыцарей. Основная цель — уничтожение Империи.

## Вышедшие альбомы
1. «Знак тьмы» (Le signe des Ténèbres) — 1989
2. «Драконий ветер» (Le Vent des Dragons) — 1990
3. «Дьявольский знак» (La marque des démons) — 1991
4. «Когда шипят змеи» (Quand sifflent les Serpents) — 1992
5. «Алый танец» (La danse écarlate) — 1994
6. «Сумеречная корона» (La Couronne des Ombres) — 1995
7. «Ветры, нефрит и черный янтарь» (De Vents, de Jade et de Jais) — 1997
8. «Меч правосудия» (Le Glaive de justice) — 1999
9. «Призывы к протесту» (Les Chants de la négation) — 2000
10. «Орел-опустошитель» (L’Aigle foudroyé) — 2002
11. «Приветствую тьму» (Ave Tenebrae) — 2003
12. «Адские врата» (La Porte des Enfers) — 2005
13. «Пророчество» (La Prophétie) — 2006
14. «Конец Времён» (La Fin des Temps) — 2008

Также в рамках мира Чёрной Луны были изданы:
- «Тайны Черной Луны — Ghorghor Bey» (Les Arcanes de la Lune Noire)
- «Тайны Черной Луны — Pile ou Face» (Les Arcanes de la Lune Noire)
- «Метратон — том 1 : Змей» (Methraton Tome 1 : Le Serpent)
- «Метратон — том 2 : Череп» (Methraton Tome 2 : Le crâne)
- «Метратон — том 3 : Фараон» (Methraton Tome 3 : Pharaon)

Пятый том хроник стал последним томом над которым работал Ледруа, которого заменил художник Сирил Понте. Однако обложки всех последующих томов также принадлежат руке Оливье Ледруа.

## Герои
- Висмерхилл (Wismerhill) — Главный герой, наполовину тёмный эльф, с неизвестным прошлым и непредсказуемой судьбой.
- Метратон (Methraton) — сильный маг, союзник Висмерхилла.

### Компаньоны Висмерхилла
- Hellaynnea — демонесса (суккуб), любовница Висмерхилла.
- Feidreiva или Fey — эльфийка-лучница. Первая любовь Висмерхилла.
- Pile-ou-Face — эльфийский воин, владеющий двумя магическими мечами.
- Pepette — девушка, единственный человек, кто может управлять Гоумом.
- Goum — заколдованный и чрезвычайно сильный брат Пепетты.
- Ghorgor Bey — гигантский полу-огр.
- Murata — самурай.
- Shamballeau — маг.

### Лидеры противоборствующих сил
- Хаазэль Торн (Haazel Thorn) — архимаг, глава ордена Чёрной Луны, стремящийся стать богом. Распространяет свою власть через свою собственную религию.
- Хагендорф (Hagendorf) — Нынешний император Линна, стремящийся сохранить империю во время потрясений, которые были предсказаны ему оракулом.
- Фратер Синистер (Frater Sinister) — лидер Ордена Света. стремящийся свергнуть императора.
- Принц Парсифаль (Prince Parsifal) — командир Рыцарей Справедливости, союзник империи.

## Компьютерные игры
По Хроникам Чёрной Луны в 1999 году была выпущена компьютерная стратегия Black Moon Chronicles, а в 2008 году — онлайновая компьютерная ролевая игра Black Moon Chronicles: Winds of War.